# Lanfranc z Pavie
Lanfranc z Pavie či Lanfranc z Becu (cca 1010, Pavia – 28. května 1089, Canterbury) byl teolog italského (přesněji lombardského) původu, převor kláštera v Bec a později arcibiskup v Canterbury. Do Anglie se dostal na popud Viléma Dobyvatele a za pomoci normandských kleriků znovu vybudoval místní církevní správu.
Je známý především svou ostrou polemikou proti Berengarovi z Tours, proti němuž hájil doktrínu transsubstanciace. Byl učitelem Anselma z Canterbury, svého nástupce v arcibiskupském úřadě.